# Даниловичі Московські
Даниловичі, також Калитовичі — московська княжа династія, гілка молодших Рюриковичів — Юрійовичів. Походили від молодшого сина Олександра Невського, Данила. Правителі Московського князівства (1279—1547, з 1389 — Велике князівство Московське), Великого князівства Владимирського, Новгородського князівства; З 1547 р. — Московського царства.

## Генеалогія
- Данило Олександрович (1261 — 5 березня 1303) — перший удільний московський князь (1277—1303).
  - Іван I Данилович Калита (1288—1340/1341) — князь московський (1322/1325—1340), великий князь владимирський (1328—1340), князь новгородський (1328—1337)
    - Семен Іванович Гордий (1317—1353) — князь московський і великий князь владимирський (1340—1353), князь новгородський (1346—1353)
      - 6 синів померли в молодому віці, зокрема 2 від чуми разом з батьком у 1353 році.
      - Василиса Семенівна — з 1349 року дружина кашинського князя Михайла Васильовича.

    - Феотинія Іванівна
    - Іван II Іванович Красний (1326—1359) — великий князь московський і владимирський (1353—1359), князь новгородський (1355—1359)
      - Іван Іванович Малий (1354—1364) — князь звенигородський (1359—1364), помер від чуми
      - Дмитро Іванович Донський (1350—1389) — великий князь московський (1359—1389) та владимирський (1362—1389).
        - Василь I Дмитрович
          - Семен
          - Марфа
          - Василь II Васильович Темний
            - Юрій Васильович Старший (22 січня 1437—1441)
            - Іван III Васильович Великий (22 січня 1440 — 27 жовтня 1505) — великий князь московський (1462—1505)
              - Іван Іванович Молодий (15 лютого 1458 — 7 березня 1490)
                - Дмитро Іванович Онук (10 жовтня 1483 — 14 лютого 1509) — співправитель великого князя московського у 1498—1502 роках.

              - Олена Іванівна Московська (1476—1513) — польська королева і велика княгиня литовська, дружина Олександра Ягелончика.
              - Василь III Іванович
                - Іван IV Васильович Грозний
                  - Анна Іванівна
                  - Марія Іванівна
                  - Дмитро Іванович
                  - Іван Іванович
                  - Євдокія Іванівна
                  - Федір I Іванович (31 травня 1557 — 7 січня 1598)
                    - Феодосія Федорівна

                  - Василь Іванович
                  - Дмитро Іванович Углицький

                - Юрій Васильович

              - Юрій Іванович
              - Дмитро Іванович
              - Євдокія
              - Олена
              - Феодосія
              - Семен
              - Андрій Іванович Старицький
                - Володимир Андрійович
                  - Василь
                  - Марія
                  - Юрій
                  - та ін., всього 9 дітей

            - Юрій Васильович Менший (22 листопада 1440 — 12 вересня 1473) — князь дмитровський, можайський, серпуховський
            - Андрій Васильович Старший (13 серпня 1446 — 7 листопада 1493) — князь углицький, звенигородський, можайський
            - Семен Васильович (1 вересня 1447—1449)
            - Борис Васильович (26 липня 1449 — 7 листопада 1493) — князь волоцький і рузький.
            - Анна Василівна (1450 —14 квітня 1501) — з 1465 року дружина великого князя рязанського Василя Івановича (1447—1483)
            - Андрій Васильович Менший (8 серпня 1452 — 10 липня 1481) — князь вологодський.

          - Юрій Васильович
          - Іван Васильович
          - Анна Василівна
          - Василіса Василівна
          - Данило Васильович
          - Анастасія Василівна (1398—1470) — з 1417 року дружина київського князя Олелька Володимировича.

        - Софія
        - Юрій Дмитрович
          - Іван Юрійович
          - Василь Юрійович Косий
          - Дмитро Юрійович Красний
          - Дмитро Юрійович Шемяка

        - Андрій Дмитрович
        - Петро Дмитрович
        - Анна
        - Марія
        - Данило Дмитрович
        - Іван Дмитрович
        - Костянтин Дмитрович
        - Анастасія

      - Любов Іванівна
      - Марія Іванівна
      - Володимир Іванович
      - Анна Іванівна

    - Данило Іванович
    - Феодосія Іванівна
    - Євдокія Іванівна
    - Анастасія Іванівна
    - Андрій Іванович (4 липня 1327 — 6 червня 1353) — перший удільний князь серпуховський (1341—1353), родоначальник Серпуховсько-Боровської гілки Даниловичів.
      - Володимир Андрійович Хоробрий
        - Андрій (Старший) — помер немовлям
        - Іван (1381–1422) — князь серпуховський (1410–1422);
        - Семен (пом. 1426) — князь боровський (1410–1425), князь серпуховський (1422–1426);
        - Ярослав (Афанасій) (18 січня 1388 / 1389 — 16 серпня 1426) — князь малоярославецький («боровсько-ярославецький» від Ярославля боровського) (1410–1426);
        - Василь (9 липня 1394–1427) — князь перемишльський і углицький (1410–1427);
        - Федір (16 січня 1390–1390);
        - Андрій (Молодший) (пом. 1426) — князь серпуховський, радонезький, боровський.

    - Марія Іванівна

  - Олександр Данилович (? — до 1320)
  - Афанасій Данилович (?—1322) — князь новгородський у 1314—1315 і 1319—1322 роках.
  - Юрій Данилович (?—1325)
    - Софія Юріївна

  - Борис Данилович (?—1320)